# Godofredo de Montbray
Godofredo de Coutances o Godofredo de Montbray (en inglés Mowbray) ( † 2 de febrero de 1093 en Coutances, fue un noble normando y obispo de Coutances desde 1049 a 1093. Participó en la conquista de Inglaterra, al lado de Guillermo el Conquistador (llamado también Guillermo el Bastardo).

## Biografía
Se sospecha que compró su cargo de obispo (simonía). Organizó con toda eficacia la diócesis de Coutances y obtuvo el reconocimiento del duque Guillermo II. Durante 1050 permaneció en Italia donde se reunió con sus feligreses exiliados, los señores de Altavilla (cuyo castillo de origen se sitúa a algunos kilómetros de Coutances, en Hauteville-la-Guichard), con la intención de recaudar fondos para la reconstrucción de su catedral (que fue consagrada en 1056).
Acompañó al Duque de Normandía a Inglaterra en 1066, y el 25 de diciembre tomó parte en la ceremonia de la coronación de Guillermo I, en Londres. Tras la Batalla de Hastings recibió las órdenes militares en Inglaterra, con el fin de acabar con las sublevaciones locales (1067, 1069, 1074). Por su fidelidad a Guillermo I recibió, por parte de este, varios feudos. En 1087 tras la muerte del Conquistador, Godofredo se alió con Roberto Curthose en la rebelión de 1088.
Geoffroy murió en 1093. Su sobrino Robert de Mowbray heredó sus feudos ingleses, pero Guillermo Rufo se los confiscó todos tras un complot urdido contra su persona.
- Datos: Q1335295
- Multimedia: Geoffroy de Montbray / Q1335295